# Ivar Lykke (calciatore)
Ivar Lykke Seidelin-Nielsen (Frederiksberg, 7 marzo 1889 – Frederiksberg, 9 gennaio 1955) è stato un calciatore danese.

## Carriera

### Nazionale
Prese parte, con la sua Nazionale, ai Giochi olimpici del 1912 (dove vinse la medaglia d'argento) e del 1920.

## Palmarès

### Nazionale
- Argento olimpico: 1

Stoccolma 1912